# Ramón Mas López
Ramón Mas López (Crevillent, 1930  – aldaar, 30 juni 2012) was een Spaans componist, musicoloog, dirigent en trompettist.

## Levensloop
Mas López kreeg eerste solfègeles van zijn vader en op 11-jarige leeftijd begon hij met trompetles door Manuel Aznar Alfonso en Antonio Pérez Soler in de Banda de Música Sociedad Unión Musical de Crevillent. Al spoedig werd hij trompet solist en kreeg verdere les door de dirigent en militaire kapelmeester Francisco Torres Navarro. Later studeerde hij compositie, contrapunt, instrumentatie, orkestratie en koordirectie. 
Al op jeugdige leeftijd werd hij tweede dirigent van het koor Coral Crevillentina (1942-1957). Vervolgens was hij dirigent van het koor Coral Ilicitana (1957-1958). Hij was van 1959 tot 1984 dirigent van de Banda de Música Sociedad Unión Musical de Crevillent. In 1963 richtte hij de Grupo Cantores Alfombras Imperial op en was hun dirigent tot 1989. Zijn eerste koor Coral Crevillentina was hij opnieuw als dirigent verbonden van 1988 tot 1992. 
Als componist ontving hij meerdere prijzen, zoals de 1e prijs tijdens het Concurso Nacional de Habaneras y Polifonía de Torrevieja en twee keer de 1e prijs tijdens het Concurso Nacional de Habaneras de Totana en de 1e prijs op het Concurso Nacional de Zarzuela de Petrer. In zijn geboortestad is een plein naar hem vernoemd, de Plaza del músico Ramón Mas López.

## Composities

### Werken voor orkest
- Amanece en el Mediterráneo, symfonische impressies

### Werken voor banda (harmonieorkest)
- 1982 Gasparet, marcha mora - opgedragen aan Gaspar Hurtado Socorro
- 1982 Luis "El Xixona", marcha mora
- 1983 Expo-Fiesta, paso doble
- 1983 Pepita Soler, marcha cristiana
- 1984 Pedro Manuel, paso doble
- 1987 José Ramón, paso doble
- 1990 Paso Firme, marcha cristiana
- 2000 Nuestra Señora de la Amargura, processiemars
- 2001 Aflicción, processiemars
- 2003 Aires Levantinos, paso doble
- Alegres Festers, paso doble
- Alminar, marcha mora
- An-Acos, paso doble
- Anma-Ale, marcha cristiana
- Banderillas y Estoques, paso doble
- Beduinos, marcha mora
- Benimerines, marcha mora
- Caminando tras la Cruz, processiemars
- Capitan Moro '99, marcha mora
- Castell Vell, paso doble
- Covadonga, marcha cristiana
- Desperta, Fester, paso doble
- Diana Levantina, paso doble
- Divina Aurora, processiemars
- El Chiqui, paso doble
- Emblemas Tiunfales, marcha cristiana
- Entren els Cristians, marcha cristiana
- Espada Triunfal, marcha cristiana
- Expresión, paso doble
- Feliz Cumpleaños
- Fila Boscos, mars
- Fortaleza, marcha cristiana
- Himno del Crevillente Deportivo - tekst: Ricardo Tejada
- Juanele, marcha cristiana
- Jesús Triunfante, processiemars
- La Cruz, marcha cristiana
- Lyre fontenaisienne, paso doble
- Maru, processiemars - tekst: Manuel Planelles
- Matinar, paso doble
- Monthoya, marcha mora
- Regina, treurmars
- Santa Mujer Verónica, processiemars
- Semana Santa crevillentina, processiemars
- Sultanas, marcha mora
- Testimonio, processiemars
- Triomfar, marcha cristiana
- Tu Ausencia, treurmars
- Un Día Cualquiera, paso doble
- Unión Musical, paso doble - opgedragen aan de Banda de Música Sociedad Unión Musical de Crevillent
- Vano Lamento, processiemars
- Visca la Festa, paso doble

### Missen en andere kerkmuziek
- 1993 Stabat Mater, voor sopraan, alt, tenor, bas, groot gemengd koor en harmonieorkest
- 2007 Himnario de Semana Santa, voor gemengd koor en harmonieorkest
- A la Virgen de la Piedad, motet
- Aclamemos al Señor, mis voor het feest "Moros i Cristianos" voor gemengd koor en harmonieorkest
- Al Cristo Yacente, voor gemengd koor
- Anunciamos tu Reino, Señor - Missa escrita en commemoració del primer Centenari de l'Orfeó Crevillentí, voor gemengd koor en orgel
- Cantata Procesión del Sábado Santo, cantate voor sopraan, mezzosopraan, tenor, bas, vijfstemmig gemengd koor en harmonieorkest[2]
- Cantata a la Procesión del Santo Entierro
- Christus factus, motet voor sopraan, alt, tenor, bas en zesstemmig gemengd koor
- Cruz Santa, motet
- En el Sepulcro, motet
- Himno al Grupo Cantores
- Himno a Nuestra Señora del Rosario
- Himno de la Asociación de Festes de Moros i Cristians de Crevillent
- La Crucifixión, cantate voor sopraan, alt, tenor, bas, gemengd koor en harmonieorkest
- Madre Dolorosa, motet
- Nacimiento de Jesús, cantate voor sopraan, alt, tenor, bas, gemengd koor en harmonieorkest
- O vos omnes, motet
- Plegaria a Santa Cecilia, voor vocale solisten, gemengd koor en harmonieorkest
- Porque de el es mi Esperanza, Polifonia
- Saeta a Jesús Rescatado
- Sanctus, motet

### Muziektheater

#### Zarzuela
- La moza del robledal zarzuela in 3 bedrijven

#### Toneelmuziek
- Lo que Dios Castiga symfonische muziek voor een drama in 3 bedrijven

### Vocale muziek

#### Werken voor koor
- 1992 Canto a España, voor gemengd koor - tekst: Manuel Serna Molina
- Allá en Guanabacoa, voor mannenkoor
- Amanecer, voor gemengd koor
- Añoranza, habanera
- Canción a Crevillent, voor gemengd koor en piano - tekst: Manuel Adsuar Mas
- Cuba mulata, habanera
- El Pan de la Vida, Polifonia
- Eterna Gloria, Polifonia
- Habanera Nocturna
- Habanera obligada, voor gemengd koor
- Habanera del País Valencià
- La Esquina, habanera
- La Serenata, habanera

#### Liederen
- 1970 Lunita luna, foxtrot voor zangstem en ensemble - tekst: Isidro Luengo Gómez
- Bajo el Cerezo, duet voor tenor en bariton
- Canta la Estudiantina

### Kamermuziek
- 1993 Impresiones polifónicas, voor koperkwintet
- Llamadas Embajadas Moros y Cristianos, voor klarinetten
- Recopilación, septet voor koperblazers
- Ribetes Árabes, voor koperkwintet

## Publicaties
- Más de 50 años de dirección musical : (seguimiento descriptivo), Crevillente, 1994, 87 p.